# NGC 1212
NGC 1212 este o galaxie lenticulară situată în constelația Perseu. A fost descoperită în 18 octombrie 1884 de către Lewis A. Swift.